# Szczawinskia
Szczawinskia — рід лишайників родини Pilocarpaceae.

## Історія
Вперше описаний 1984 року канадським мікологом Елвіном Фанком (1925—2010) у виданні «Syesis».

## Види, середовище існування та поширення
Згідно з базою даних Index Fungorum рід налічує 5 видів:
- Szczawinskia foliicola Holien & Tønsberg (2002) — знайдений на шкірястих листках в Папуа Новій Гвінеї[3];
- Szczawinskia leucopoda Holien & Tønsberg (2002) — знайдений на гілочках ялини європейської (Picea abies) в Норвегії[4];
- Szczawinskia permira (Vězda) Farkas (2015) — знайдений на листках в Танзанії[5];
- Szczawinskia phylicae Øvstedal (2010) — знайдений на рослинах роду Phylica на острові Тристан-да-Кунья[6];
- Szczawinskia tsugae A. Funk (1984) — знайдений на гілці Tsuga heterophylla у штаті Арканзас, США[7].